# Bataille de Taguanes
Campagne Admirable
(Guerre d'indépendance du Venezuela)
Batailles
m
- Cúcuta
- Agua Obispo
- Niquitao
- Los Horcones
- Taguanes

La bataille de Taguanes est un affrontement armé entre les forces royalistes et républicaines durant la Campagne Admirable de Simón Bolívar, dans le contexte de la Guerre d'indépendance du Venezuela. Livrée le 31 juillet 1813, elle s'achève par le triomphe des patriotes, la fuite de Domingo Monteverde à Puerto Cabello le 1er août, puis la chute de Valencia (le 2 août) et de Caracas (le 4 août) au cours desquelles un grand nombre de prisonniers de guerre espagnols est massacré en vertu de la Guerre à mort.

## Conséquences
La bataille de Taguanes s'achève par le triomphe des patriotes, la fuite de Domingo Monteverde à Puerto Cabello le 1er août, puis la chute de Valencia (le 2 août) et de Caracas (le 4 août) au cours desquelles de nombreux prisonniers de guerre espagnols sont massacrés en vertu de la Guerre à mort.

## Commémorations
En 1913, un monument a été érigé sur le site de la bataille pour célébrer le centenaire de la victoire patriote. 